# Коршуновский
Коршуновский — посёлок в Нижнеилимском районе Иркутской области России. Административный центр Коршуновского муниципального образования. Находится примерно в 11 км к юго-востоку от районного центра.

## Население
| 2002 | 2010 | 2011 | 2012 | 2013 | 2014 | 2015 |
| ---- | ---- | ---- | ---- | ---- | ---- | ---- |
| 1004 | ↘872 | ↘863 | ↗870 | ↘834 | ↘816 | ↘802 |
| 2016 | 2017 |      |      |      |      |      |
| ↘798 | ↘792 |      |      |      |      |      |

По данным Всероссийской переписи, в 2010 году в посёлке проживали 872 человека (415 мужчин и 457 женщин).